# Waku Waku 7
Waku Waku 7 (わくわく7 / Waku Waku Sebun) es un videojuego de lucha publicado en 1996 por la empresa Sunsoft para el sistema arcade Neo-Geo. Nótese que Waku Waku 7 no es una secuela, se llama así en referencia de los siete personajes principales sin contar Bonus-kun y Fernadez/Fernadeath. 

## Jugabilidad
Waku Waku 7 tiene una característica irregular fijado para un juego de lucha de su tiempo, e incluye características comunes a los juegos de lucha de SNK.
El juego tiene una lista de nueve personajes (Bonus-kun y Fernadez/Fernadeath sólo en el modo VS en ediciones para consolas domésticas). Cada uno tiene un estilo de juego significativamente diferente y parodia a personajes de otro juegos. Cada personaje tiene un movimiento especial conocido como Harahara
Harahara: Es la habilidad más poderosa con la desventaja que tarda varios segundos en activarse dejando al personaje, vulnerable; cada Harahara tiene diferentes tiempos de carga, Politank es el más largo y de Fernández / Fernandeath es el más corto, además aparece el aviso Warning: Harahara Attack Motion Start en pantalla.
Doki Doki: Es la segunda habilidad más potente y a diferencia de Harahara, el DokiDoki siempre se carga al instante.

## Argumento
"Se dice que la persona que recoge las siete bolas legendarias de Wheenisian tendrá su deseo más querido concedido. Aquellos que encuentran una de las bolas se obsesionan con el deseo despiadado de obtener a los otros, que serán victoriosos en la amarga batalla a Convertirse en el dueño de todas las esferas: la victoria o la derrota, todo está en tu mano ".

## Personajes[1]
- Rai: Rai es estudiante de secundaria que hace novillos para dar largos paseos en bicicleta. Vestido con gafas, bufanda y chaqueta, sueña con convertirse algún día en un gran héroe. Está en la búsqueda de las bolas Waku Waku por la emoción y su único deseo es tener aventuras.

- Arina: Arina es una adolescente con orejas de conejo que le gusta pasar el rato con sus amigas (que también tienen orejas de conejo) y hacer deporte. Con la esperanza de encontrar un "novio maravilloso", se lanza a la búsqueda de las esferas Waku Waku. La petición al final del juego es tener pareja que resulta ser Rai.

- Dandy-J: Dandy-J es un renombrado caza tesoros que ha sido contratado para localizar las 7 bolas Waku Waku. Acompañado de su hija adoptiva Natsumi y su gato Rampoo, inicia un viaje en busca de las mismas.

- Mauru: Mauru (Marurun en Japón) es el apacible guardián del bosque perdido que puede entender fácilmente la lengua humana. Cuando se encontró con Mugi, ella le cogió cariño y le puso el nombre de “Mauru”. Mauru, tiene la esperanza de devolver a Mugi con sus padres, protegiéndola además de las personas que tratan de robar su  Waku Waku. En su final, encuentra a los padres de Mugi pero estos huyen aterrados

- Politank-Z: Este tanque-mecha desarrollado por el departamento de policía de la ciudad Waku Waku tiene como objetivo detener cualquier acción criminal. Se encuentra pilotado por el policía Chojuro Tokugawa y su perro parlanchín Hamusuke, que también cumple la función de mecánico. Su Harahara es el más lento del juego con siete segundos para terminar la animación. Su deseo es reparar el Politank que quedó como chatarra después de combatir Fernández / Fernandeath

- Slash: Slash es un misterioso personaje: caza demonios a pesar de ser también un demonio y sociable con los humanos. Su principal tarea consiste en perseguir y castigar a los malvados demonios que se escapan de su mundo a éste.

- Tesse: Tesse es una sirvienta robot creada Dr. Lombrozo y viven con este junto a otras seis sirvientes robots. Después de que su creador fuera víctima de una enfermedad, Tesse intenta curarlo localizar las  Waku Waku como también usar ese poder para volverse humana.

Personajes Especiales:
- Bonus Kun: Bonus Kun es un saco de boxeo del planeta de los sacos de boxeo que soñaba con ser luchador. Viajó por el universo tratando de cumplir su sueño, cuando conoció al maestro de artes marciales Rouwe. Éste accedió a enseñarle artes marciales a condición de que Bonus Kun le sirviese como saco de boxeo. Bonus Kun estuvo de acuerdo, y después de aprender artes marciales , viajó a través del universo para perfeccionar sus habilidades. El previamente apareció en otro videojuego llamado Galaxy Fight.

- Fernández (Fernandeath en Japón): Fernández es el jefe final de Waku Waku 7, despierta tras colocar las siete bolas en el monumento Waku Waku. Tras esto se convertirá en una esfera gigante que sembrará el caos por la ciudad. Su Harahara es el más rápido del juego, carga en menos de un segundo.

#### Otros
- Mugi: Es la niña que tiene Mauru en su espalda

## Desarrollo
Fue el tercer juego de lucha de Sunsoft después de su 1994 Super Famicom spin-off de la serie Hebereke , Sugoi Hebereke , y su 1995 Galaxy Fight: Universal Warriors , su primer juego de lucha 2D. Aunque los números en títulos de juegos y otros tipos de medios se utilizan para decir si son secuelas, el título del juego se refiere a sus siete personajes jugables en la lista. La palabra "Waku Waku" es un japonés onomatopeyas de sonidos de excitación. Dos años más tarde, Sunsoft trabajó con una pequeña Compañía SantaClaus en la producción del 1998 basada en suspensión en el juego de lucha Aérea Astra Super Stars para el Sega ST-V.

## Cameos
- Arina de Waku Waku 7 hizo cameo en el juego móvil Shanghai Musume: Mahjong Girls el 2011 en Japón.